# Onycomenes
Onycomenes is een geslacht van kreeftachtigen uit de klasse van de Malacostraca (hogere kreeftachtigen).

## Soort
- Onycomenes antokha (Marin, 2007)